# Paul-Émile Piguerre
Paul-Émile Piguerre, conseiller au présidial du Mans, natif du pays Chartrain, historien français.
Il a composé conjointement avec Jean Le Frère, L'Histoire de France.  Cette histoire est tirée principalement de Lancelot Voisin de La Popelinière. Le Frère en a retranché tout ce que cet écrivain calviniste y disait contre la religion catholique.

## Publications
- L'Histoire de France enrichie des plus notables occurrences et choses mémorables advenues en ce royaume de France et ès Pays-Bas de Flandres, soit en paix, soit en guerre, tant pour le fait séculier qu'ecclésiastique, reillie de divers mémoires, instructions et harangues d'ambassadeurs, négociations d'affaires, expéditions de guerre et autres avertissements particuliers. Paris, 1582. (En société avec Jean Le Frère).

## Source partielle
« Paul-Émile Piguerre », André René Le Paige, Dictionnaire topographique historique généalogique et bibliographique de la province du Maine, 1777 [détail des éditions] (lire sur Wikisource)